# 和歌嶌三郎
和歌嶌 三郎（わかしま さぶろう、1906年9月22日 - 1961年3月4日）は、和歌山県日高郡川辺町（現：和歌山県日高郡日高川町）出身の元大相撲力士。本名は松井 三郎（まつい さぶろう）。
「和歌嶋」と表記する文献が多いが、番付上では「和歌嶌」の表記である。

## 来歴
1906年9月22日に和歌山県日高郡川辺町（現：和歌山県日高郡日高川町）で生まれる。和歌山県立田辺中学校に通っていたが、相撲の強さを同郷の高ノ山三郎に見出されたため、3年生で中途退学して入間川部屋へ入門、間もなく出羽海部屋へ転属した。四股名は郷里・和歌山県に因んで「和歌嶌」とした。
1923年1月場所で初土俵を踏むと、スピード出世で1928年5月場所で新十両昇進、その十両も僅か2場所で通過し、1929年1月場所で新入幕を果たした。入幕から僅か3年後の1932年1月6日に春秋園事件が勃発すると日本相撲協会を一時脱退したが、1933年1月場所において幕内格別席で復帰した。前捌きが上手く相撲勘が冴え、鋭い立合いから強い突っ張りを見せた後で、左右どちらでも自由に組める四つの形から上手投げや、深く足を入れて相手を捻り倒すような独特の内掛けで攻める天才肌の取り口で、土俵態度もよく人気があった。しかし、「稽古なんておかしくて…」と言った伝説があるほどの大の稽古嫌いと無欲な性格で知られ、三役は小結1場所に終わった。稽古嫌いでありながら通算勝率が5割を超えるのは小結力士では非常に稀で、実力は高かったことから「天才児」と称された。双葉山の69連勝中に準場所で上手投げで勝ったことがある。
1939年5月場所を最後に現役を引退し、年寄・濱風（のち関ノ戸）を襲名した。年寄としては明治大学・陸軍士官学校で相撲部の師範や勝負検査役、理事を歴任、妻には相撲茶屋「和歌島」（相撲案内所7番、現：國技館サービス株式会社7号）を経営させた。晩年は殆ど協会にも顔を出さなかったということである。1961年3月4日、胃潰瘍により死去、54歳没。墓所は東京都杉並区永福の築地本願寺和田堀廟所。和歌嶌の養女は福の花孝一の元へ嫁ぎ、福の花は松井姓となったほか、養女は妻の後を継いで相撲茶屋「和歌島｣を経営していたが、現在は体調を崩し、福の花の長男が平成29年9月から北千住で針灸指圧マッサージ師として治療院を経営しながら、代表者を務めている。

## 主な成績
- 通算成績：214勝170敗11預2休 勝率.557
- 幕内成績：149勝145敗8分4休 勝率.507
- 通算在位：43場所
- 幕内在位：26場所
- 三役在位：1場所（小結1場所）
- 金星：2個（宮城山1個、男女ノ川1個）

### 場所別成績
| 1923年 （大正12年） | （前相撲）         | x                | 東序ノ口18枚目 3–2 1分 | x                     |
| 1924年 （大正13年） | 西序二段35枚目 2–3 | x                | 東序二段28枚目 5–1     | x                     |
| 1925年 （大正14年） | 西三段目47枚目 5–1 | x                | 東三段目16枚目 5–1     | x                     |
| 1926年 （大正15年） | 東幕下25枚目 2–4   | x                | 西三段目7枚目 5–1      | x                     |
| 1927年 （昭和2年） | 東幕下23枚目 4–2   | 東幕下23枚目 3–3 | 西幕下10枚目 0–0–6     | 西幕下15枚目 2–2      |
| 1928年 （昭和3年） | 幕下 5–1           | 西幕下13枚目 5–1 | 東十両7枚目 優勝 9–2   | 東十両7枚目 優勝 10–1 |
| 1929年 （昭和4年） | 東前頭13枚目 6–5   | 東前頭13枚目 8–3 | 東前頭7枚目 9–2        | 東前頭7枚目 5–6       |
| 1930年 （昭和5年） | 東前頭3枚目 6–5 ★  | 東前頭3枚目 5–6  | 東前頭3枚目 3–8        | 東前頭4枚目 5–6       |
| 1931年 （昭和6年） | 西前頭4枚目 5–6    | 西前頭4枚目 6–5  | 東前頭筆頭 2–9         | 東前頭筆頭 8–3        |
| 1932年 （昭和7年） | 西前頭3枚目 – 脱退 | x                | x                      | x                     |
| 1933年 （昭和8年） | 前頭 4–3–4         | x                | 東前頭9枚目 5–6        | x                     |
| 1934年 （昭和9年） | 東前頭10枚目 6–5   | x                | 東前頭7枚目 6–5        | x                     |
| 1935年 （昭和10年） | 東前頭5枚目 4–7    | x                | 東前頭10枚目 6–5       | x                     |
| 1936年 （昭和11年） | 東前頭8枚目 6–5    | x                | 東前頭6枚目 8–3        | x                     |
| 1937年 （昭和12年） | 東小結 5–6         | x                | 東前頭2枚目 5–8        | x                     |
| 1938年 （昭和13年） | 東前頭6枚目 7–6    | x                | 東前頭4枚目 5–8 ★      | x                     |
| 1939年 （昭和14年） | 東前頭8枚目 7–6    | x                | 東前頭7枚目 引退 7–8–0 | x                     |
| 各欄の数字は、「勝ち-負け-休場」を示す。 優勝 引退 休場 十両 幕下 三賞：敢=敢闘賞、殊=殊勲賞、技=技能賞 その他：★=金星 番付階級：幕内 - 十両 - 幕下 - 三段目 - 序二段 - 序ノ口 幕内序列：横綱 - 大関 - 関脇 - 小結 - 前頭（「#数字」は各位内の序列） |                    |                  |                        |                       |

## 幕内対戦成績
| 力士名 | 勝数 | 負数 | 力士名   | 勝数 | 負数 | 力士名       | 勝数 | 負数 | 力士名   | 勝数 | 負数 |
| ------ | ---- | ---- | -------- | ---- | ---- | ------------ | ---- | ---- | -------- | ---- | ---- |
| 青葉山 | 1    | 1    | 朝光     | 1    | 2    | 旭川         | 3    | 5    | 朝響     | 0    | 1    |
| 池田川 | 3    | 0    | 射水川   | 2    | 1    | 大潮         | 2    | 4    | 大浪     | 5    | 2    |
| 大八洲 | 1    | 2    | 沖ツ海   | 2    | 2    | 小野錦       | 1    | 0    | 大蛇山   | 3    | 1    |
| 海光山 | 4    | 4    | 鏡岩     | 2    | 8    | 桂川         | 5    | 2    | 金湊     | 1    | 1    |
| 清瀬川 | 2    | 0    | 錦華山   | 1    | 0    | 東関(鞍ケ嶽) | 1    | 1    | 古賀ノ浦 | 4    | 3    |
| 越ノ海 | 3    | 1    | 小嶋川   | 0    | 3    | 佐賀ノ花     | 0    | 1    | 清水川   | 3    | 5    |
| 鯱ノ里 | 2    | 3    | 髙登     | 4    | 1    | 寳川         | 4    | 4    | 太刀若   | 4    | 1    |
| 楯甲   | 2    | 2    | 玉錦     | 0    | 8    | 玉ノ海       | 3    | 3    | 太郎山   | 1    | 3    |
| 筑波嶺 | 2    | 2    | 鶴ヶ嶺   | 0    | 2    | 劔岳         | 5    | 0    | 照國     | 1    | 0    |
| 土州山 | 8    | 2    | 富ノ山   | 2    | 0    | 巴潟         | 5    | 3    | 豊國     | 2    | 3    |
| 名寄岩 | 0    | 1    | 錦洋     | 4    | 3    | 能代潟       | 3    | 7    | 羽黒山   | 1    | 0    |
| 幡瀬川 | 6    | 10   | 磐石     | 3    | 3    | 番神山       | 6    | 0    | 冨士ヶ嶽 | 1    | 1    |
| 双葉山 | 0    | 4    | 星甲     | 1    | 2    | 前田山       | 0    | 2    | 松前山   | 1    | 5    |
| 真鶴   | 3    | 2    | 男女ノ川 | 5    | 6    | 宮城山       | 1    | 3    | 吉野山   | 4    | 3    |
| 雷ノ峰 | 5    | 3    | 若瀬川   | 4    | 2    | 若葉山       | 2    | 1    |          |      |      |